# O Cavaleiro na Pele de Pantera
O Cavaleiro na Pele de Pantera é a epopeia nacional da Geórgia, escrita por Shota Rustaveli.